# Hohlspaten

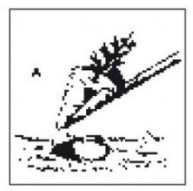
Ballenpflanzung mit dem Hohlspaten

Der Hohlspaten, oder auch Pflanzspaten, ist ein Pflanzwerkzeug. Der Spaten zeichnet sich im Gegensatz zu anderen Spaten durch sein stark gebogenes Blatt mit oben längerem und unten kürzerem Bogen aus. Er wird vor allem in der Forstwirtschaft sowie im Garten- und Landschaftsbau für die Pflanzung von Gehölzen verwendet.

## Verwendung
Der Hohlspaten kommt vor allem bei den Pflanztechniken Lochpflanzung und Klemmpflanzung zum Einsatz.
Die Lochpflanzung dient zum Pflanzen von Gewächsen mit bereits verhärteten Seitenwurzeln. Hier wird mit zwei Einstichen ein konischer Erdpropf ausgehoben, nach Einsetzen der Pflanze wird das Loch mit der ausgehobenen Erde schichtweise wieder verschlossen. Bei der Klemmpflanzung wird der entstandene Pfropf nicht ausgehoben, sondern auf dem Spatenblatt gelassen. Der Setzling mit den noch weichen Seitenwurzeln wird an die gegenüberliegende Wand gestellt. Der Pfropf wird in das Loch zurückgesetzt und angedrückt.

## Varianten
Der Hohlspaten ist ein traditionelles Werkzeug der Forstwirtschaft, das regional unterschiedlich ausgeführt wurde. So wird in einer Ausgabe der Forstlichen Blätter von 1865 zwischen zylindrischen Hohlspaten (preußisch), abgestuft konischen Hohlspaten (hessisch) und ganz konischen Hohlspaten (magdeburgisch) unterschieden. Der Forstberater und Erfinder Carl Junack entwickelte den Hohlspaten so weiter, dass heute vor allem der Junack'sche Hohlspaten zum Einsatz kommt.